# Lista de partidos políticos por número de filiados
Esta é uma lista de partidos políticos em atividade por número de filiados em todo o mundo.

## Partidos com mais de 1 milhão de filiados
| Posição | Nome                                                              | Sigla  | País                      | Fundação               | Filiados    |
| ------- | ----------------------------------------------------------------- | ------ | ------------------------- | ---------------------- | ----------- |
| 1       | Partido do Povo Indiano (Bharatiya Janata Party)                  | BJP    | Índia                     | 6 de abril de 1980     | 198 000 000 |
| 2       | Partido Comunista da China                                        | PCCh   | China                     | 23 de julho de 1921    | 99 000 000  |
| 3       | Congresso Nacional Indiano                                        | CNI    | Índia                     | 28 de dezembro de 1885 | 95 000 000  |
| 4       | Partido Democrata                                                 | D      | Estados Unidos da América | 8 de janeiro de 1828   | 45 137 430  |
| 5       | Partido Republicano                                               | R      | Estados Unidos da América | 20 de março de 1854    | 36 073 810  |
| 6       | All India Anna Dravida Munnetra Kazhagam                          | AIADMK | Índia                     | 17 de outubro de 1972  | 20 044 400  |
| 7       | Movimento Paquistanês pela Justiça (Pakistan Tehreek-e-Insaf)     | PTI    | Paquistão                 | 25 de abril de 1996    | 20 000 000  |
| 8       | Dravida Munnetra Kazhagam                                         | DMK    | Índia                     | 17 de setembro de 1949 | 20 000 000  |
| 9       | Partido da Revolução (Chama Cha Mapinduzi)                        | CCM    | Tanzânia                  | 5 de fevereiro de 1977 | 12 000 000  |
| 10      | Partido da Justiça e Desenvolvimento (Adalet ve Kalkınma Partisi) | AKP    | Turquia                   | 14 de agosto de 2001   | 11 041 464  |
| 11      | Partido da Prosperidade                                           | PP     | Etiópia                   | 1 de dezembro de 2019  | 11 000 000  |
| 12      | Aam Aadmi Party                                                   | AAP    | Índia                     | 26 de novembro de 2012 | 10 050 000  |
| 13      | Tamilaga Vettri Kazhagam                                          | TVK    | Índia                     | 2 de fevereiro de 2024 | 10 000 000  |
| 14      | Partido Socialista Unido da Venezuela                             | PSUV   | Venezuela                 | 27 de março de 2007    | 7 632 606   |
| 15      | Partido dos Trabalhadores da Coreia                               | PTC    | Coreia do Norte           | 30 de junho de 1949    | 6 500 000   |
| 16      | Telugu Desam                                                      | TDP    | Índia                     | 29 de março de 1982    | 6 500 000   |
| 17      | Partido Popular do Camboja                                        | PPC    | Camboja                   | 28 de junho de 1951    | 6 000 000   |
| 18      | Partido Comunista do Vietnã                                       | PCV    | Vietnã                    | 3 de fevereiro de 1930 | 5 300 000   |

## Partidos entre 1 e 5 milhões de filiados
| Posição | Nome                                                  | Sigla  | País               | Fundação                | Filiados  |
| ------- | ----------------------------------------------------- | ------ | ------------------ | ----------------------- | --------- |
| 9       | Barisan Nasional                                      | BN     | Malásia            | 1 de janeiro de 1973    | 7,000,000 |
| 14      | Partido Justicialista                                 | PJ     | Argentina          | 21 de novembro de 1946  | 3 533 407 |
| 15      | Movimento Democrático Brasileiro                      | MDB    | Brasil             | 15 de janeiro de 1980   | 2 131 401 |
| 16      | Rússia Unida (Yedinaya Rossiya)                       | YR     | Rússia             | 1 de dezembro de 2001   | 2,073,772 |
| 17      | União Cívica Radical                                  | UCR    | Argentina          | 21 de junho de 1891     | 1 992 472 |
| 18      | Partido dos Trabalhadores                             | PT     | Brasil             | 10 de fevereiro de 1980 | 1 631 485 |
| 19      | Alianza País                                          | PAIS   | Equador            | 3 de abril de 2006      | 1,500,000 |
| 20      | Partido da Social Democracia Brasileira               | PSDB   | Brasil             | 25 de junho de 1988     | 1 352 745 |
| 21      | Progressistas                                         | PP     | Brasil             | 8 de agosto de 1995     | 1 327 042 |
| 22      | Partido Republicano do Povo (Cumhuriyet Halk Partisi) | CHP    | Turquia            | 9 de setembro de 1992   | 1,224,847 |
| 23      | Partido Socialista Árabe Baath                        | Ba'ath | Síria              | 7 de abril de 1947      | 1,200,000 |
| 24      | Partido Democrático Trabalhista                       | PDT    | Brasil             | 17 de junho de 1979     | 1 152 629 |
| 25      | União Brasil                                          | UNIÃO  | Brasil             | 8 de fevereiro de 2022  | 1 083 080 |
| 26      | Partido Trabalhista Brasileiro                        | PTB    | Brasil             | 15 de maio de 1945      | 1 079 343 |
| 27      | Kuomintang                                            | KMT    | República da China | 10 de outubro de 1919   | 1,090,000 |
| 28      | Partido Liberal Democrata                             | PLD    | Japão              | 15 de novembro de 1955  | 1 086 298 |
| 29      | Partido Comunista da Índia (Marxista)                 | PCI(M) | Índia              | 7 de novembro de 1964   | 1,000,520 |

## Partidos entre 100 mil e 1 milhão de filiados
| Posição | Nome                                                                                    | Sigla         | País                      | Fundação                | Filiados |
| ------- | --------------------------------------------------------------------------------------- | ------------- | ------------------------- | ----------------------- | -------- |
| 30      | Partido Liberal                                                                         | PL            | Brasil                    | 26 de outubro de 2006   | 770 578  |
| 31      | Congresso Nacional Africano                                                             | CNA           | África do Sul             | 8 de janeiro de 1912    | 769,000  |
| 32      | Partido Comunista de Cuba                                                               | PCC           | Cuba                      | 3 de outubro de 1965    | 670,000  |
| 33      | Partido Socialista Brasileiro                                                           | PSB           | Brasil                    | 6 de agosto de 1947     | 637 394  |
| 34      | Partido Trabalhista                                                                     | LAB           | Reino Unido               | 23 de julho de 1900     | 580,000  |
| 35      | França Insubmissa                                                                       | FI            | França                    | 10 de fevereiro de 2016 | 540,000  |
| 36      | Partido Libertário                                                                      | PL            | Estados Unidos da América | 11 de dezembro de 1971  | 511,277  |
| 37      | Partido Social-Democrata                                                                | PSD           | Romênia                   | 16 de junho de 2001     | 509,000  |
| 38      | Podemos                                                                                 | P             | Espanha                   | 16 de janeiro de 2014   | 507,250  |
| 39      | Republicanos                                                                            | Republicanos  | Brasil                    | 25 de setembro de 2005  | 498 009  |
| 40      | Partido de Ação Nacionalista (Milliyetçi Hareket Partisi)                               | MHP           | Turquia                   | 9 de fevereiro de 1969  | 467,571  |
| 41      | Novo Komeito                                                                            | NKP           | Japão                     | 17 de novembro de 1964  | 465,074  |
| 42      | Cidadania                                                                               | Cidadania     | Brasil                    | 19 de março de 1992     | 453 212  |
| 43      | Partido Social-Democrata da Alemanha                                                    | PSD           | Alemanha                  | 23 de maio de 1863      | 426,000  |
| 44      | União Democrata-Cristã                                                                  | CDU           | Alemanha                  | 20 de junho de 1945     | 415,000  |
| 45      | Partido Social Cristão                                                                  | PSC           | Brasil                    | 15 de maio de 1985      | 414 199  |
| 46      | Renascimento                                                                            | RE            | França                    | 6 de abril de 2016      | 411,892  |
| 47      | Federação dos Sindicatos de Hong Kong                                                   | FSHK          | Hong Kong                 | 17 de abril de 1948     | 410,000  |
| 48      | Podemos                                                                                 | PODE          | Brasil                    | 1 de maio de 1995       | 409 969  |
| 49      | Partido Comunista do Brasil                                                             | PCdoB         | Brasil                    | 18 de fevereiro de 1962 | 409 011  |
| 50      | Partido Social Democrático                                                              | PSD           | Brasil                    | 21 de março de 2011     | 407 240  |
| 51      | Partido Democrático                                                                     | PD            | Itália                    | 17 de outubro de 2007   | 376,733  |
| 52      | Partido Verde                                                                           | PV            | Brasil                    | 17 de janeiro de 1986   | 361 298  |
| 53      | Partido Democrático Progressista                                                        | PDP           | República da China        | 28 de setembro de 1986  | 335,643  |
| 54      | Patriota                                                                                | Patriota      | Brasil                    | 9 de agosto de 2011     | 331 495  |
| 55      | Movimento Regeneração Nacional                                                          | MORENA        | México                    | 10 de julho de 2014     | 319,449  |
| 56      | Partido Comunista Japonês                                                               | PCJ           | Japão                     | 15 de julho de 1922     | 305,000  |
| 57      | Partido Liberal Democrata da Rússia (Liberal'no-Demokraticheskaya Partiya Rossiy)       | LDPR          | Rússia                    | 18 de abril de 1992     | 295,018  |
| 58      | Liga Democrática da China                                                               | LDC           | China                     | 17 de abril de 1948     | 282,000  |
| 59      | Partido Conservador do Canadá                                                           | PCC           | Canadá                    | 7 de dezembro de 2003   | 259,010  |
| 60      | Solidariedade                                                                           | Solidariedade | Brasil                    | 25 de outubro de 2012   | 257 724  |
| 61      | Partido Nacional Liberal                                                                | PNL           | Romênia                   | 24 de maio de 1875      | 253,895  |
| 62      | Partido Verde                                                                           | GPUS          | Estados Unidos da América | abril de 2001           | 250,000  |
| 63      | Os Republicanos                                                                         | LR            | França                    | 30 de maio de 2015      | 234,556  |
| 64      | Partido Socialismo e Liberdade                                                          | PSOL          | Brasil                    | 6 de junho de 2004      | 222 909  |
| 65      | Avante                                                                                  | AVANTE        | Brasil                    | 15 de maio de 1989      | 220 886  |
| 66      | União Democrática Croata (Hrvatska Demokratska Zajednica)                               | HDZ           | Croácia                   | 17 de junho de 1989     | 220,000  |
| 67      | Partido da Mobilização Nacional                                                         | PMN           | Brasil                    | 21 de abril de 1984     | 211 173  |
| 68      | Agir                                                                                    | AGIR          | Brasil                    | 11 de julho de 1985     | 195 944  |
| 69      | Partido Popular Revolucionário do Laos                                                  | PPRL          | Laos                      | 22 de maio de 1955      | 191,700  |
| 70      | Partido Socialista Operário Espanhol                                                    | PSOE          | Espanha                   | 2 de maio de 1879       | 187,360  |
| 71      | The Good Party (İyi Parti)                                                              | IYI           | Turquia                   | 25 de outubro de 2017   | 182,124  |
| 72      | Democracia Cristã                                                                       | DC            | Brasil                    | 5 de agosto de 1997     | 177 621  |
| 73      | Associação da Construção Democrática Nacional da China                                  | ACDNC         | China                     | 22 de março de 1955     | 170,000  |
| 74      | Sociedade Jiusan                                                                        | JS            | China                     | 3 de setembro de 1945   | 167,218  |
| 75      | Partido Conservador                                                                     | CON           | Reino Unido               | 23 de julho de 1834     | 160,000  |
| 76      | Partido Comunista da Federação Russa (Kommunisticheskaya Partiya Rossiyskoy Federatsiy) | KPRF          | Rússia                    | 14 de fevereiro de 1993 | 160,000  |
| 77      | Associação Chinesa para a Promoção da Democracia                                        | ACPD          | China                     | 30 de dezembro de 1945  | 156,808  |
| 78      | Partido Renovador Trabalhista Brasileiro                                                | PRTB          | Brasil                    | 27 de novembro de 1994  | 147 223  |
| 79      | Partido Democrata dos Camponeses e Trabalhadores da China                               | PDCTC         | China                     | 9 de agosto de 1930     | 145,000  |
| 80      | União Social-Cristã (Christlich-Soziale Union)                                          | CSU           | Alemanha                  | 1945                    | 140,000  |
| 81      | Comitê Revolucionário do Partido Kuomintang da China                                    | CRPKC         | China                     | 1 de janeiro de 1948    | 131,410  |
| 82      | Partido Nacional Escocês (Scottish National Party)                                      | SNP           | Reino Unido               | 30 de março de 1934     | 125,482  |
| 83      | Likud                                                                                   | L             | Israel                    | 1988                    | 125,000  |
| 84      | Novo Partido Democrático                                                                | NPD           | Canadá                    | 3 de agosto de 1961     | 124,620  |
| 85      | Partido Republicano da Ordem Social                                                     | PROS          | Brasil                    | 4 de janeiro de 2010    | 123 514  |
| 86      | Partido Socialista                                                                      | PS            | Argentina                 | 28 de junho de 1896     | 122 010  |
| 87      | Partido da Constituição                                                                 | CP            | Estados Unidos da América | 1991                    | 118,088  |
| 88      | Proposta Republicana                                                                    | PR            | Argentina                 | 3 de junho de 2010      | 115 481  |
| 89      | Liberal Democratas                                                                      | LD            | Reino Unido               | 3 de março de 1988      | 115,000  |
| 90      | Partido Brexit                                                                          | BP            | Reino Unido               | 23 de novembro de 2018  | 115,000  |
| 91      | Nidaa Tounes                                                                            | NT            | Tunísia                   | 16 de junho de 2012     | 110,000  |
| 92      | Partido Socialista Árabe Baath                                                          | Ba'ath        | Iraque                    | 17 de julho de 1968     | 102,900  |
| 93      | Partido Popular da Polónia (Polskie Stronnictwo Ludowe)                                 | PSL           | Polônia                   | 1895                    | 101,000  |
| 94      | Partido Egípcios Livres                                                                 | PEL           | Egito                     | 3 de abril de 2011      | 100,000  |